# Eulithis teberdensis
Eulithis teberdensis là một loài bướm đêm trong họ Geometridae.